# Ferne Nähe

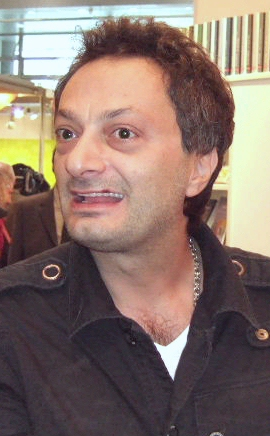
Feridun Zaimoglu

Ferne Nähe ist eine gemeinsame Buchveröffentlichung von Ilija Trojanow und Feridun Zaimoglu. Sie geht auf die Vorlesungen beider im Zusammenhang mit ihrer gemeinsamen Tübinger Poetik-Dozentur 2007/2008 zurück. Es handelt sich jeweils um die erste Fachbuchpublikation der ansonsten vorwiegend im belletristischen Bereich tätigen Autoren zur Poetologie.

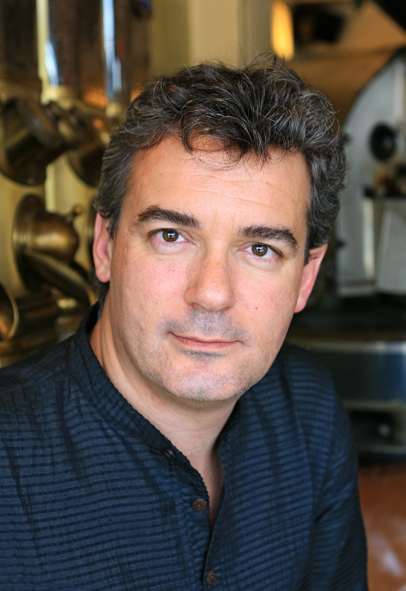
Ilija Trojanow

Herausgegeben wurde das Buch 2008 in Künzelsau von Dorothee Kimmich und Philipp Ostrowicz.

## Hintergrund
Im Wintersemester 2007/2008 waren Zaimoglu und Trojanow Dozenten an der Universität Tübingen. Dies waren sie im Rahmen der Tübinger Poetik-Dozentur, deren Initiatorin die Herausgeberin ist. Die öffentlichen Vorlesungen und Seminare beider wurden vom 19. bis 25. November 2007 im „Tübinger Kupferbau“ gehalten.

## Inhalt
Die Vorlesungsskripte kreisen um die poetologische Frage, wie sich Welt in Text verwandele. Feridun Zaimoglu las in drei Vorlesungen „Über den Alltag des Schriftstellers“. Ilija Trojanow sprach zum Thema „Traum vom experimentellen Unterhaltungsroman“. Beide Autoren thematisierten „Macht der Sprache, von kulturellen und sprachlichen Geografien, von gefundenen und erfundenen Landschaften“.

## Rezeption
Das in dem von Özkan Ezli, Dorothee Kimmich und Annette Wehrberger herausgegebenen Buch Wider den Kulturenzwang: Migration, Kulturalisierung und Weltliteratur (2009) von Philipp Ostrowicz geführte 9-seitige Interview mit dem Schriftsteller Feridun Zaimoglu wurde ausdrücklich vor dem Hintergrund der Veröffentlichung von Zaimoglus poetologischen Vorlesungen geführt.
Offiziell wurde der bereits am 19. September 2008 erschienene Band auf der Frankfurter Buchmesse 2008 vorgestellt. Bei einer abschließenden gemeinsamen Lesungen der beiden Schriftsteller im Zusammenhang mit ihrer Dozentur reichte die Kunsthalle Würth nicht aus, um alle Besucher zu fassen. In der in der Veröffentlichung enthaltenen Vorlesung Zaimoglus vom 22. November 2007 stellte der Dozent gleichsam das Thema 2008 für den Würth-Literaturpreis: Ausgehen.

## Einzelbelege
1. ↑  vgl. S. 177 ff.
2. ↑  Leonore Welzin: Liebeslaie, Handschmeichler und Fußnoten. In: stimme.de. 28. November 2007, abgerufen am 6. März 2024.